# Бад-Ротенфельде
Бад-Ротенфельде (нім. Bad Rothenfelde) — громада в Німеччині, розташована в землі Нижня Саксонія. Входить до складу району Оснабрюк.
Площа — 18,19 км2. Населення становить 8477 ос. (станом на 31 грудня 2021).